# Что нового, киска?
«Что нового, киска?» (англ. What’s New Pussycat? — вариант перевода названия: «Что нового, кошечка?») — эксцентричная кинокомедия 1965 года режиссёра Клайва Доннера с Питером Селлерсом, Питером О’Тулом и Роми Шнайдер в главных ролях.
Этой картиной Вуди Аллен дебютировал в кино и как актёр, и как сценарист. Песня «What’s New Pussycat?» композитора Бёрта Бакарака на стихи Хэла Дэвида в исполнении Тома Джонса была номинирована на премию «Оскар».
Фильм — один из больших голливудских проектов Роми Шнайдер.

## Сюжет
Пресловутый бабник Майкл Джеймс хочет сохранить верность своей девушке Кэрол. Как редактор одного из крупнейших парижских журналов мод, он постоянно сталкивается со множеством красавиц. Женщины любят Майкла, находя его «при определённом освещении» очень привлекательным. Майкл просто не в состоянии противостоять окружающим соблазнам. Он обращается за помощью к психоаналитику — доктору Фрицу Фассбендеру. Но последний также испытывает слабости к прекрасному полу, да ещё и грубо нарушил врачебную этику — влюбился в собственную пациентку мисс Лефевр, которая, в свою очередь, влюблена в Майкла. События обретают непредвиденный оборот, когда все герои, совершенно не ожидая встретить друг друга, собираются на выходных в отеле «Шато-Шантель» в окрестностях Парижа.

## В ролях
| Актёр          | Роль                             |
| -------------- | -------------------------------- |
| Питер Селлерс  | доктор Фриц Фассбендер           |
| Питер О’Тул    | Майкл Джеймс                     |
| Роми Шнайдер   | Кэрол Вернер                     |
| Капучине       | Рене Лефевр                      |
| Вуди Аллен     | Виктор Шакапопулис               |
| Пола Прентисс  | Лиз Биен                         |
| Урсула Андресс | Рита парашютистка                |
| Эдра Гейл      | Анна Фассбендер жена доктора     |
| Мишель Сюбор   | Филипп                           |
| Элеонора Хирт  | миссис Сильвия Вернер мать Кэрол |
| Джесс Хан      | мистер Вольф Вернер отец Кэрол   |
| Франсуаза Арди | помощница мэра                   |
| Ричард Бёртон  | мужчина в стрип-клубе (камео)    |

## Создание
Сцена, где герой Вуди Аллена Виктор празднует свой день рождения на пристани, была снята 1 декабря 1965 года — в день 29-летия самого Вуди Аллена.
Продюсер картины Чарльз К. Фельдман привлёк к работе в фильме Аллена, попросив доработать имевшийся сценарий и откорректировать главную мужскую роль, которая предназначалась Уоррену Битти. Аллену была обещана собственная маленькая роль, — однако в процессе переделки сценария он существенно укрупнил её за счёт роли Битти. Когда актёр обнаружил, что получает роль второго плана, то есть совсем не то, на что рассчитывал, между ним и студией возник серьёзный конфликт, который разрешился в пользу сценариста. Студия сочла новую редакцию значительно удачней первоначальной версии, а прежде малоизвестный Аллен вдруг проявил себя личностью, способной «выдавить» из фильма даже «звезду», с которой стоит считаться.
После того как Уоррен Битти вышел из проекта, на его роль был приглашён Питер О’Тул. Вместе с О’Тулом в картину вошёл Питер Селлерс, — также большая «звезда» и требовательный артист, который добавил в фильм много собственных идей, таким образом Аллену пришлось продолжать корректировать сценарий.
В фильме нашли применение свойственные авторской манере Аллена эротические шутки, достаточно прямолинейные кинопародии (например, на «Восемь с половиной» Феллини и фильмы бондианы) и гэги в стиле немого кино.
Героиню Капучине зовут Рене Лефевр. Настоящее имя актрисы — Жермен Лефевр.